# Fórmula de Abel-Plana
En matemáticas, la Fórmula de Abel-Plana es una fórmula descubierta independiente por Abel (1823) y Plana (1820) en la que se expresa resultado de una serie en función de ciertas integrales. En concreto:

{\displaystyle \sum _{n=0}^{\infty }f(n)=\int _{0}^{\infty }f(x)\,dx+{\frac {1}{2}}f(0)+i\int _{0}^{\infty }{\frac {f(iy)-f(-iy)}{e^{2\pi y}-1}}\,dy.}

Esta fórmula es válida para funciones {\displaystyle f(z)} que sean holomorfas en la región {\displaystyle {\text{Re}}(z)\geq 0} del plano complejo que satisfagan una condición de crecimiento adecuado en esta región. Por ejemplo, es condición suficiente asumir que {\displaystyle |f(z)|} está acotada por {\displaystyle C/|z|^{1+\epsilon }} en esta región para alguna constante {\displaystyle C>0}, aunque la fórmula sigue siendo válida para cotas mucho menos estrictas.(Olver, 1997, p.290).
Por ejemplo, se puede expresar a la función zeta de Hurwitz como

{\displaystyle \zeta (s,\alpha )=\sum _{n=0}^{\infty }{\frac {1}{(n+\alpha )^{s}}}={\frac {\alpha ^{1-s}}{s-1}}+{\frac {1}{2\alpha ^{s}}}+2\int _{0}^{\infty }{\frac {\sin \left(s\arctan \left({\frac {y}{\alpha }}\right)\right)}{(y^{2}+\alpha ^{2})^{\frac {s}{2}}}}{\frac {dy}{e^{2\pi y}-1}},}

fórmula válida {\displaystyle \forall s\in \mathbb {C} }. En el caso particular {\displaystyle \alpha =1} tenemos la función zeta de Riemann, que se puede escribir como:

{\displaystyle \zeta (s)=\sum _{n=1}^{\infty }{\frac {1}{n^{s}}}={\frac {1}{s-1}}+{\frac {1}{2}}+2\int _{0}^{\infty }{\frac {\sin \left(s\arctan \left(y\right)\right)}{(y^{2}+1)^{\frac {s}{2}}}}{\frac {dy}{e^{2\pi y}-1}},}

fórmula también válida {\displaystyle \forall s\in \mathbb {C} }. Abel también desarrolló la siguiente fórmula para series alternantes:

{\displaystyle \sum _{n=0}^{\infty }(-1)^{n}f(n)={\frac {1}{2}}f(0)+i\int _{0}^{\infty }{\frac {f(iy)-f(-iy)}{2\sinh(\pi y)}}\,dy.}